# Famille Musk
La famille Musk est une famille originaire d'Angleterre[réf. nécessaire] implantée en Afrique du Sud, au Canada, puis aux États-Unis. La famille Musk est connue pour ses initiatives entrepreneuriales, et s'est illustrée, à échelle mondiale à partir de la fin du XXe siècle, depuis l'industriel Elon Musk, devenu l'homme le plus riche du monde en 2022 et 2024.

## Histoire
Les origines de la famille Musk remontent à Harry Musk (1863-1917[réf. nécessaire], né en Angleterre d'Eliza Musk [1844-1913] et d'un père inconnu) et son épouse sud-africaine Lucy Frances Champion (1880-1945), fille des Boers John Irish Champion et Jacoba Louisa Theron.
Les Musk faisaient partie du petit nombre d'immigrants britanniques en Afrique du Sud, arrivés entre le début et le milieu du XIXe siècle. L'arrière-grand-mère paternelle  d'Elon Musk (Lucy Champion) descendait de burghers d'origine française et hollandaise, tandis que son arrière-grand-père maternel (John Elon Haldeman) venait de Suisse. Les Haldeman, la famille canadienne maternelle d'Elon Musk, – en la personne de son grand-père maternel Joshua Haldeman (1902-1974) – émigra, à l'instar des Musk, en Afrique du Sud (depuis le Canada vers 1950).

## Filiation
- Harry MUSK (1863–1917), maçon anglais ayant émigré en Afrique du Sud
+ Lucy Frances CHAMPION (1880–1945)
  - Walter Henry James MUSK (04/08/1917 – 27/03/1986), sergent britannique 
+ Cora Amelia ROBINSON (16/08/1923 à Liverpool – 2010)
    - Errol Graham MUSK (1946), ingénieur électromécanique, pilote, marin, consultant
+ (1) (1970) Maye HALDEMAN (19/04/1948), diététicienne, mannequin
+ (2) (1991) Heide ??????
+ (3) (relation) Jana BEZUIDENHOUT
      - (de 1) Elon Reeve MUSK (28/06/1971), entrepreneur, chef d'entreprise, milliardaire
+ (1) (janvier 2000 – septembre 2008) Jennifer Justine WILSON (02/09/1972 à Peterborough), romancière
+ (2) (25/09/2010 – mars 2016) Talulah Jane RILEY-MILBURN (26/09/1985), actrice 
+ (3) (relation 2015 – août  2017) Amber Laura HEARD (22/04/1986), actrice, productrice 
+ (4) (relation mai 2018 – septembre 2021) Claire Elise BOUCHER (17/03/1988 à Vancouver), artiste, musicienne, autrice-compositrice-interprète sous le nom de « Grimes » 
+ (5) (relation 2021 – juillet 2022) Natasha BASSETT (16/10/1992 à Sydney), actrice, scénariste, réalisatrice 
+ (6) (relation février 2021) Shivon Alice ZILIS (08/02/1986 à Markham), cadre dirigeante de start-up
        - (de 1) Nevada Alexander MUSK (18/05/2002 – 28/05/2002)
        - (de 1) Griffin MUSK (15/04/2004)
        - (de 1) Vivian Jenna WILSON (15/04/2004)
        - (de 1) John Saxon MUSK (01/01/2006)
        - (de 1) Damian MUSK (01/01/2006)
        - (de 1) Kai MUSK (01/01/2006)
        - (de 4) « Exash » X-Æ A-XII MUSK (04/05/2020)
        - (de 6) Strider MUSK (novembre 2021)
        - (de 6) Azure MUSK (novembre 2021)
        - (de 4) Exa Dark Sideræl MUSK (décembre 2021)
        - (de 4) « Tau » Techno Mechanicus MUSK (2022)
        - (de 6) Arcadia MUSK (28/02/2024)
        - (de 6) Seldon Lycurgus MUSK (janvier 2025)

      - (de 1) Kimbal James MUSK (20/09/1972), restaurateur, entrepreneur, philanthrope
+ (1) (2001-2010) Jen LEWIN, artiste et ingénieure interactive
+ (2) (relation) ?????? ?????? 
+ (3) (07/04/2018) Christiana WYLY, fille de l'homme d'affaires milliardaire Sam Wyly
        - (de 1) Luca MUSK (2003)
        - (de 1) August MUSK (2005)
        - (de 2) fille MUSK

      - (de 1) Tosca Jane MUSK (20/07/1974 à Pretoria), réalisatrice, productrice de cinéma
      - (de 2) Alexandra MUSK (1993)
      - (de 2) fille MUSK (1998)
      - (de 3) Elliot Rush MUSK (2017)
      - (de 3) Asha Rose MUSK (2019)

    - Michael MUSK (1952), dermatologue

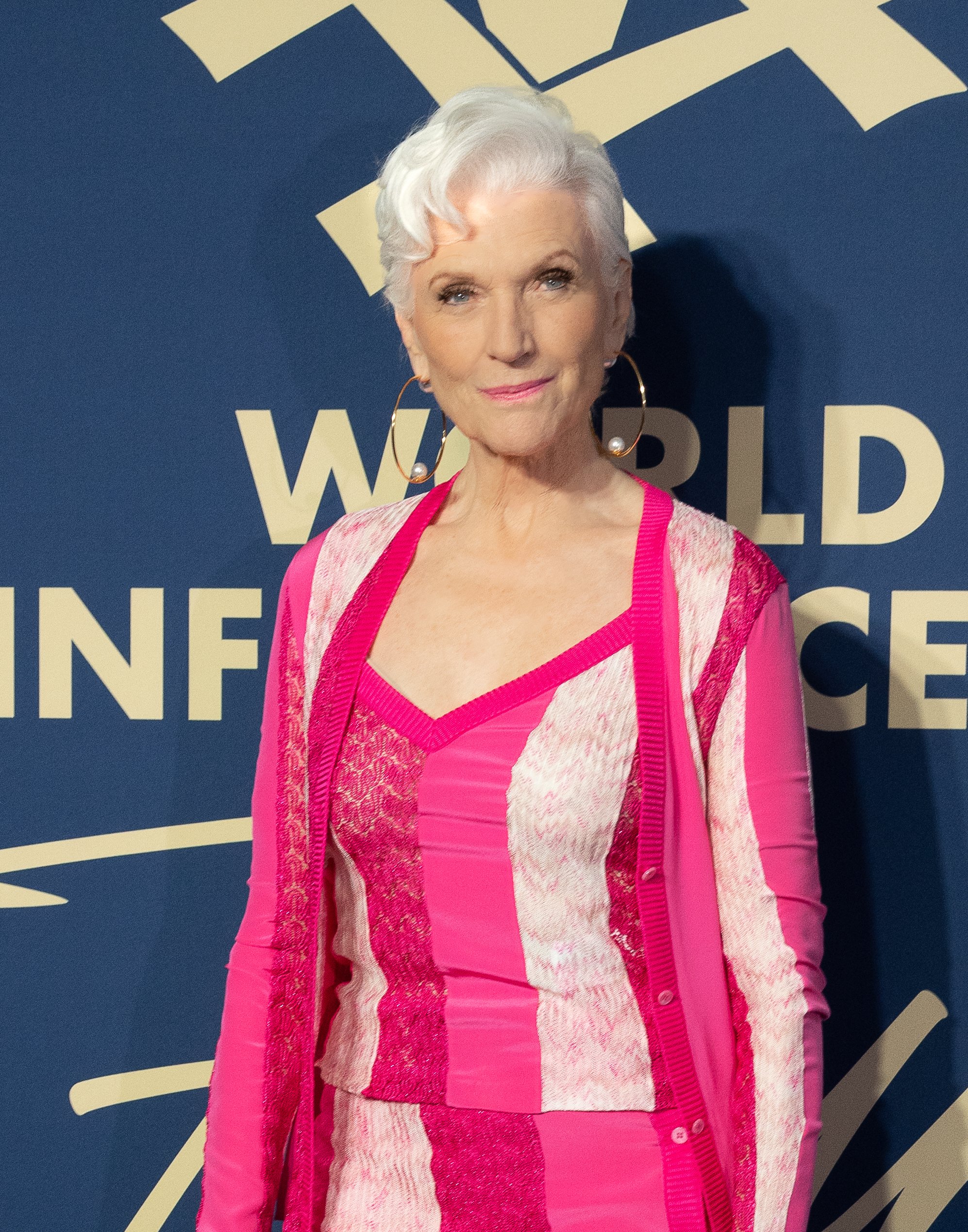
Maye Musk, née Haldeman (19/04/1948)
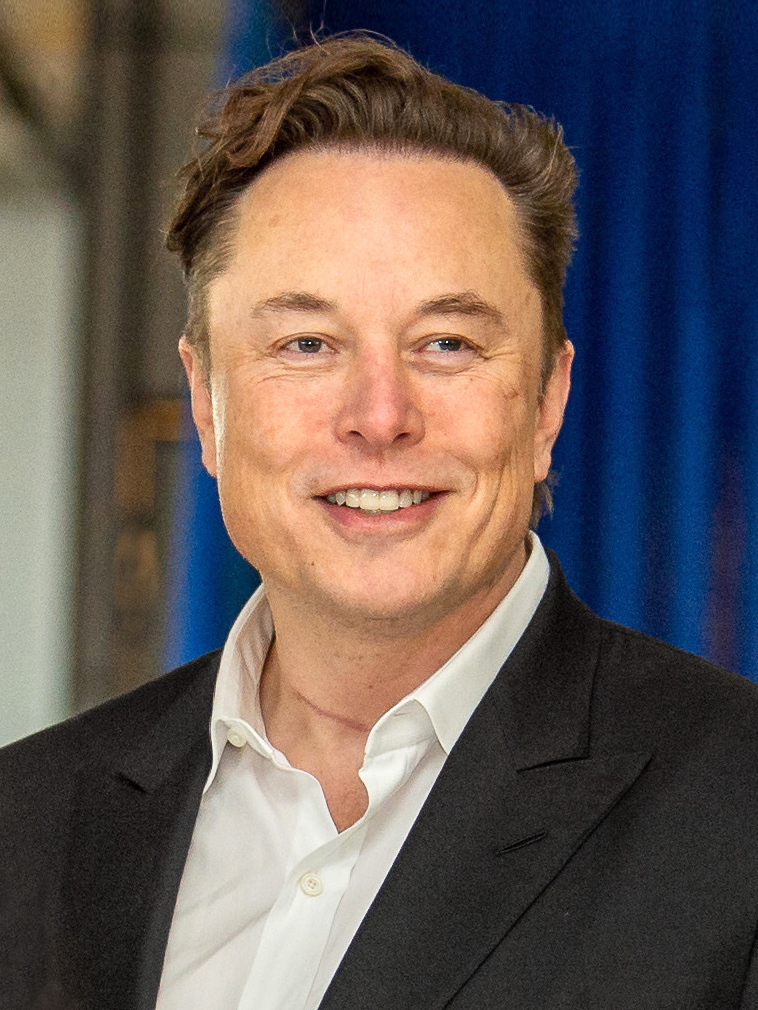
Elon Musk (28/01/1971)
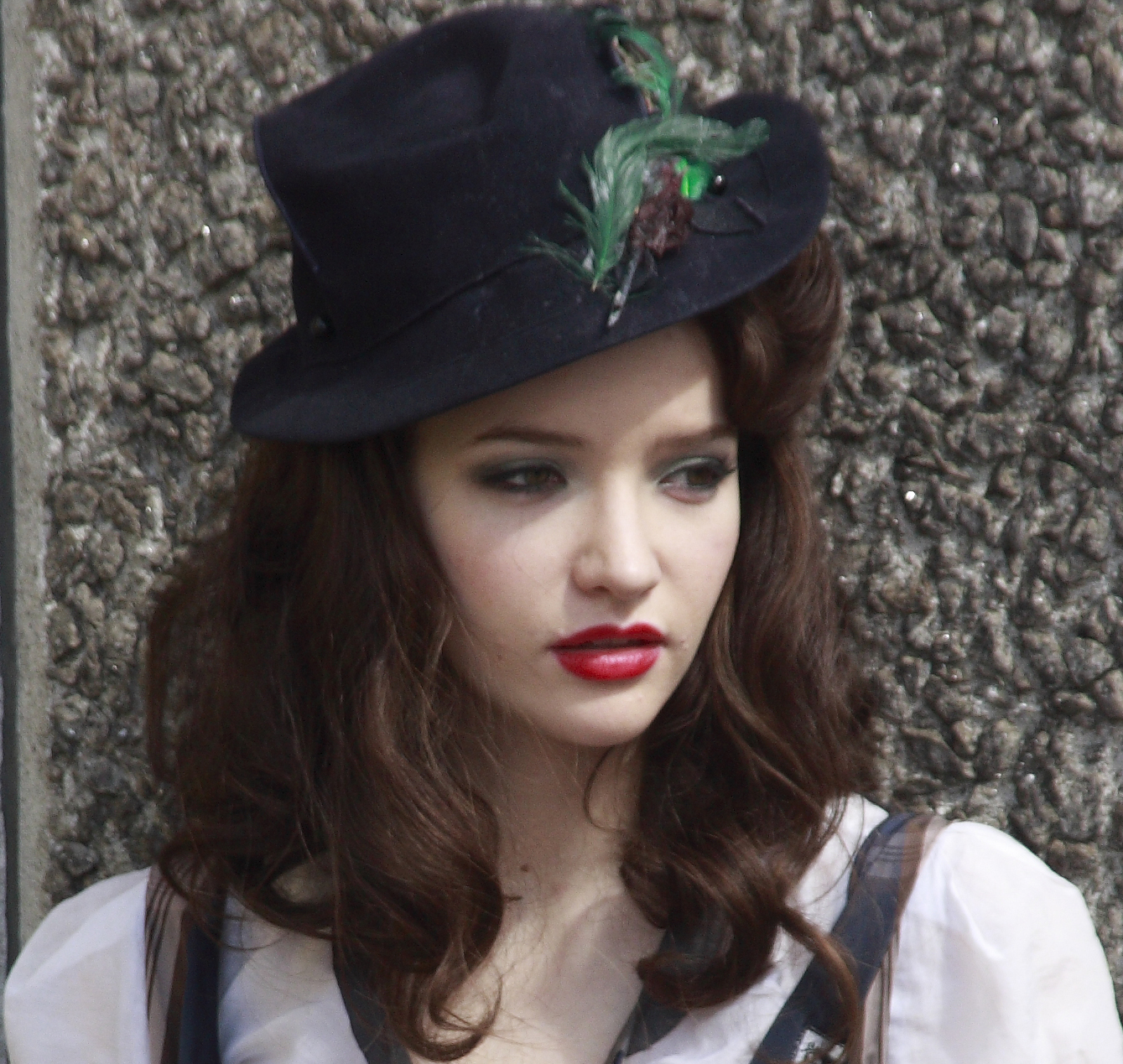
Talulah Riley (26/09/1985)
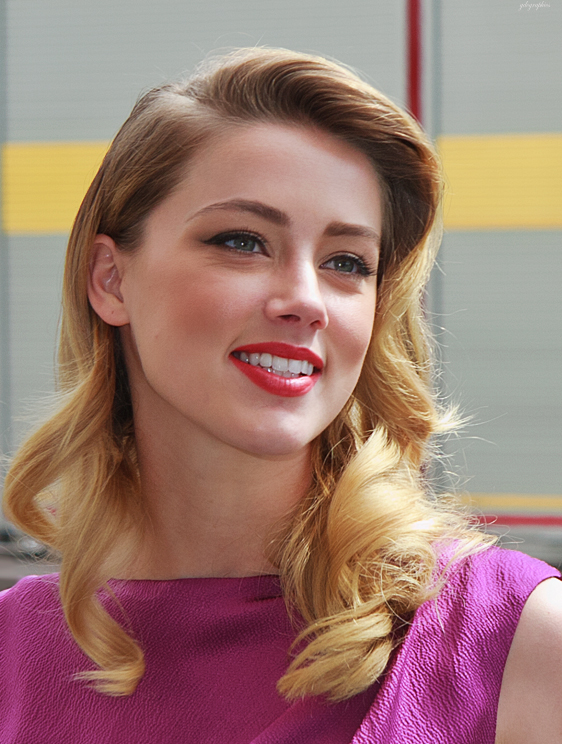
Amber Heard (22/04/1986)
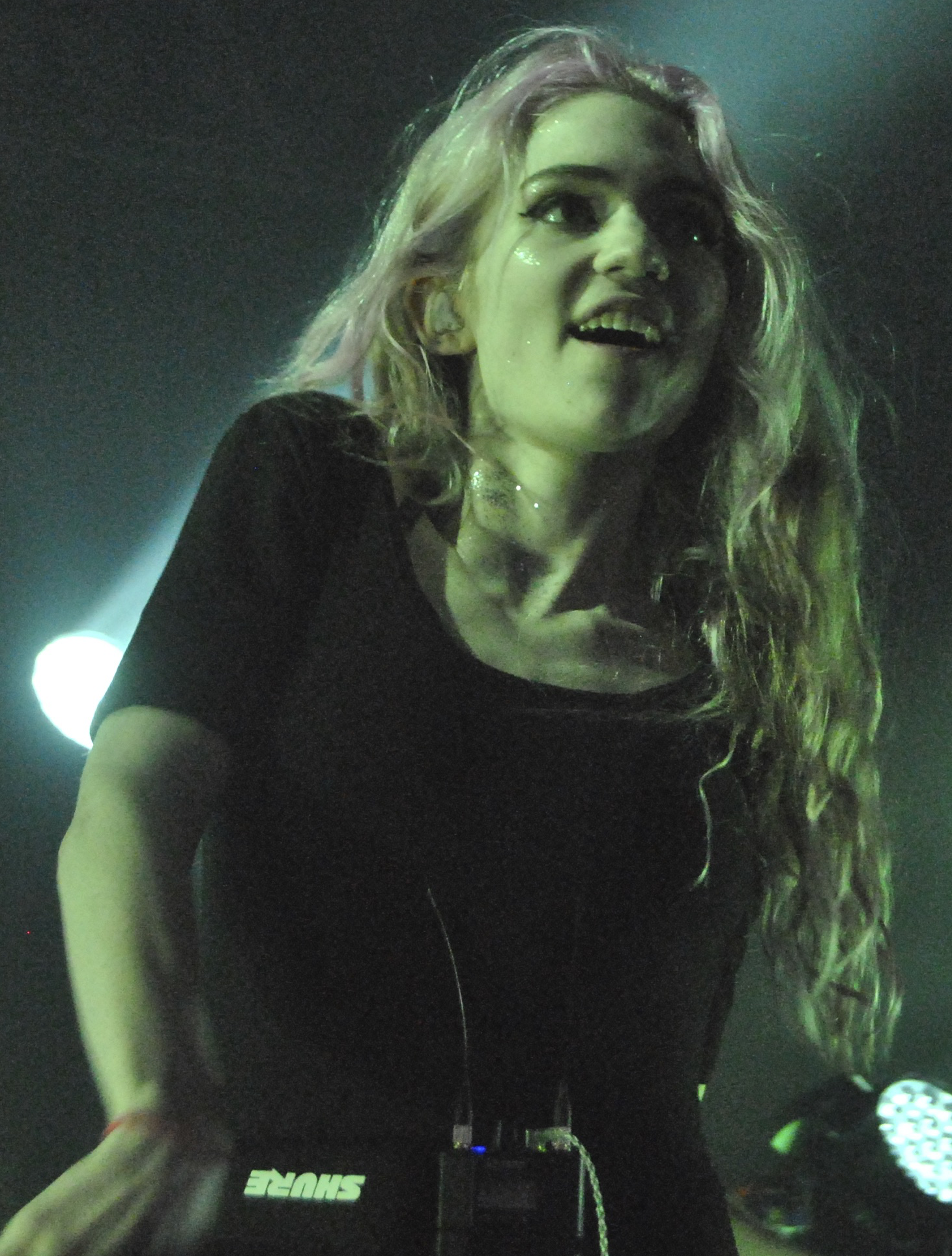
Claire Boucher (17/03/1988)
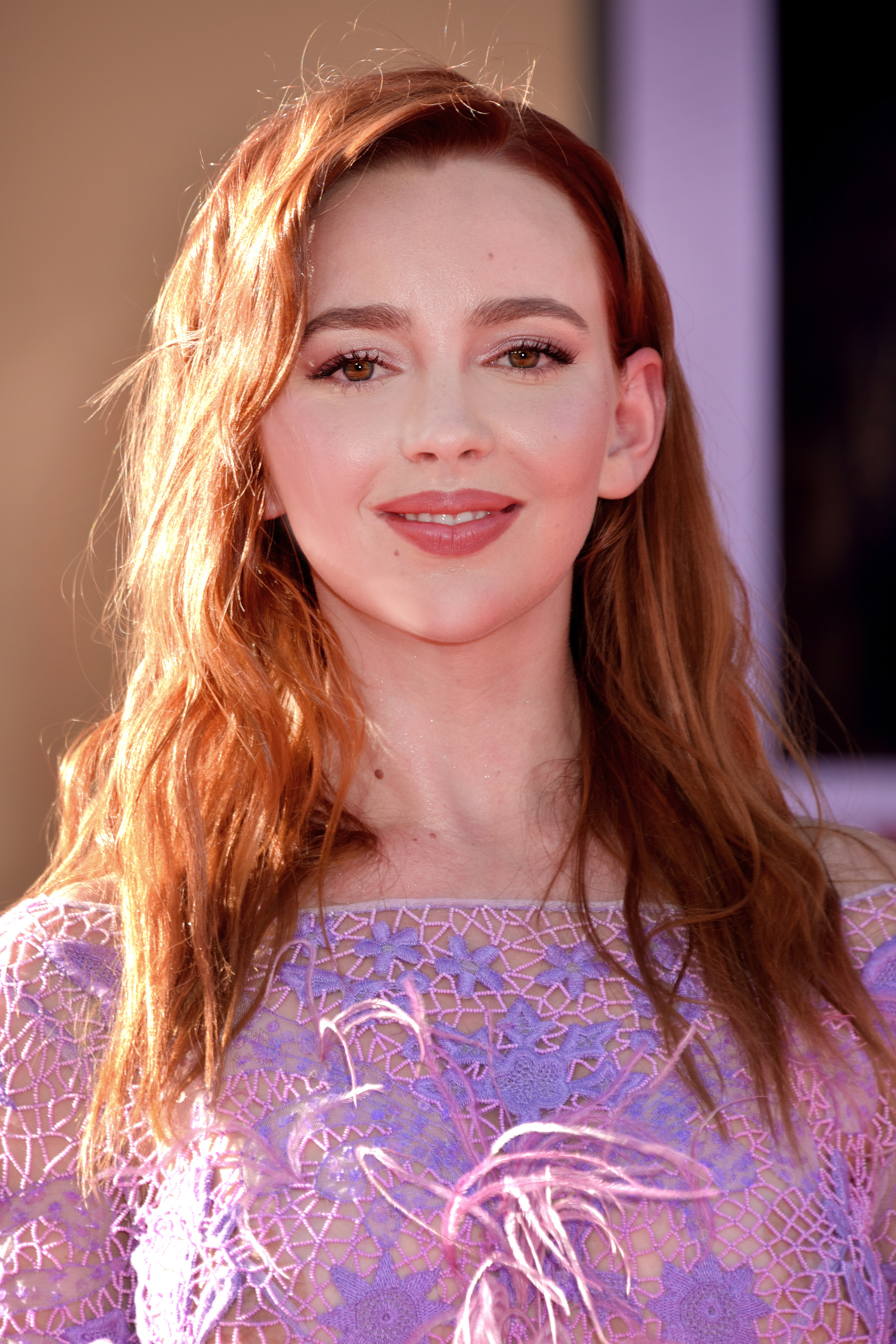
Natasha Bassett (16/10/1992)
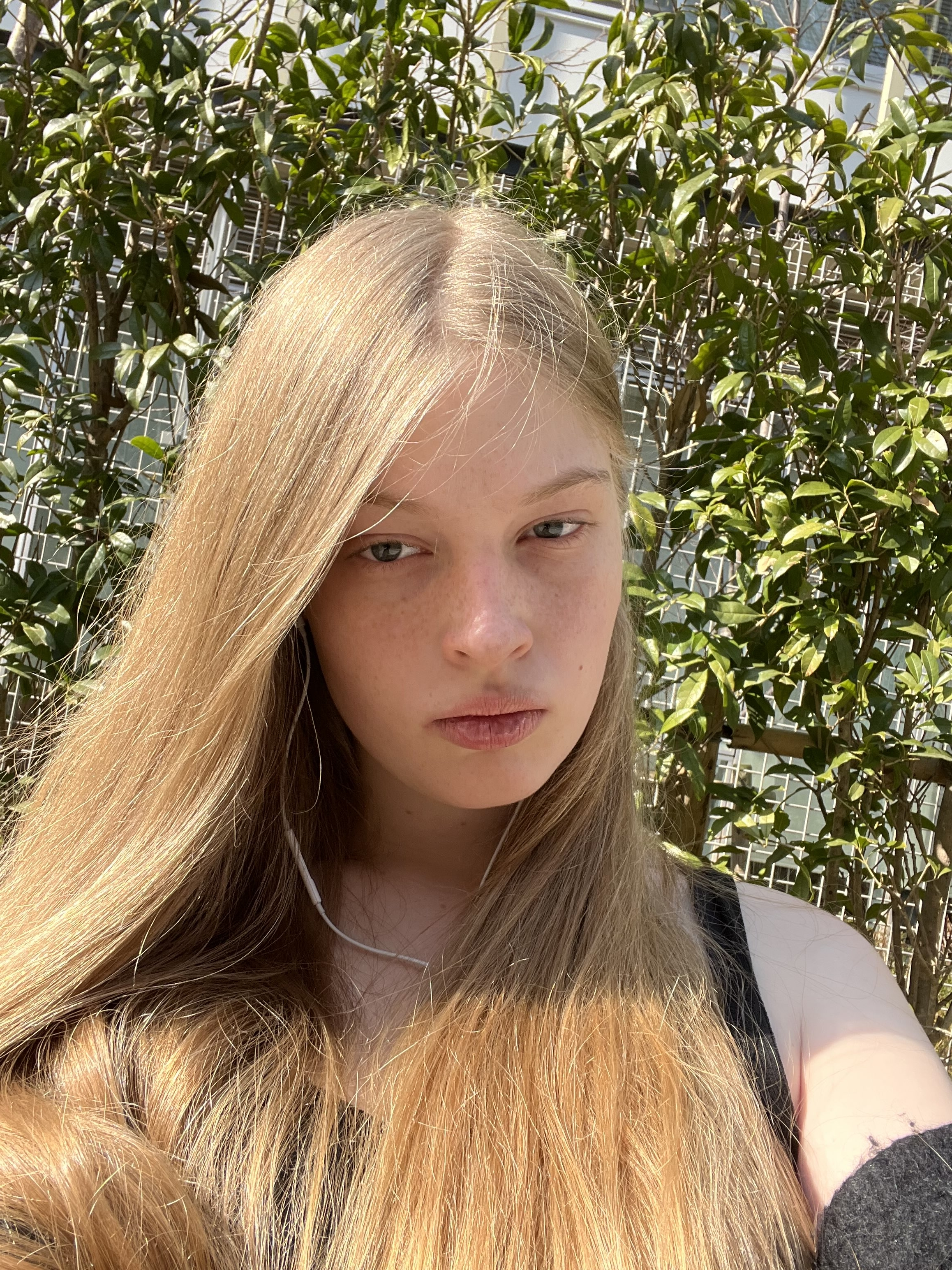
Vivian Musk (15/04/2004)
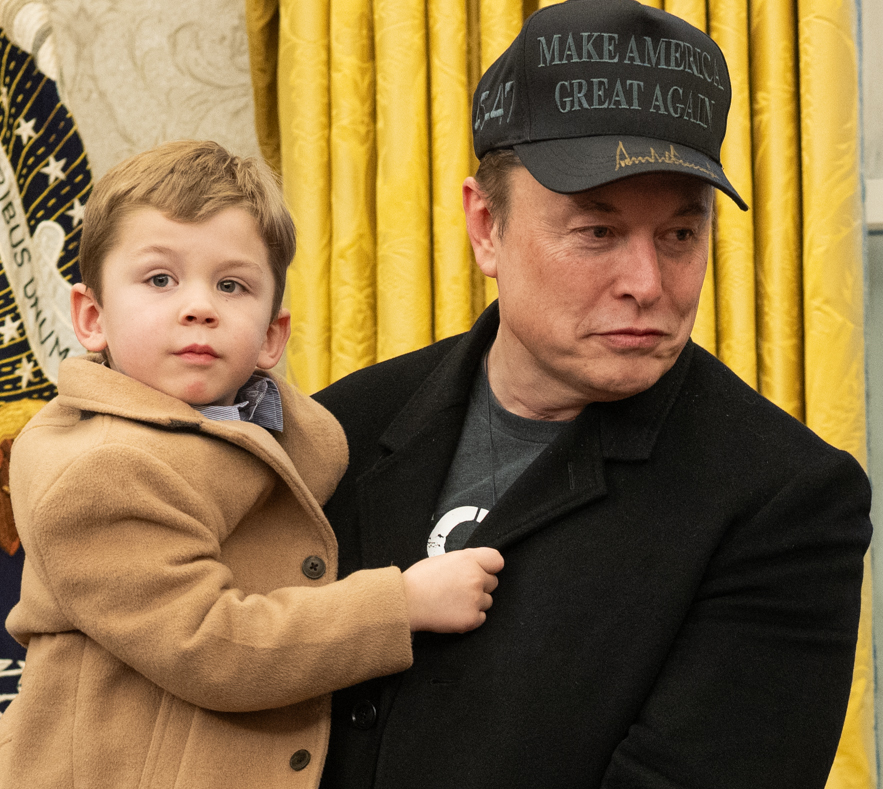
Exash Musk (04/05/2020), avec son père Elon
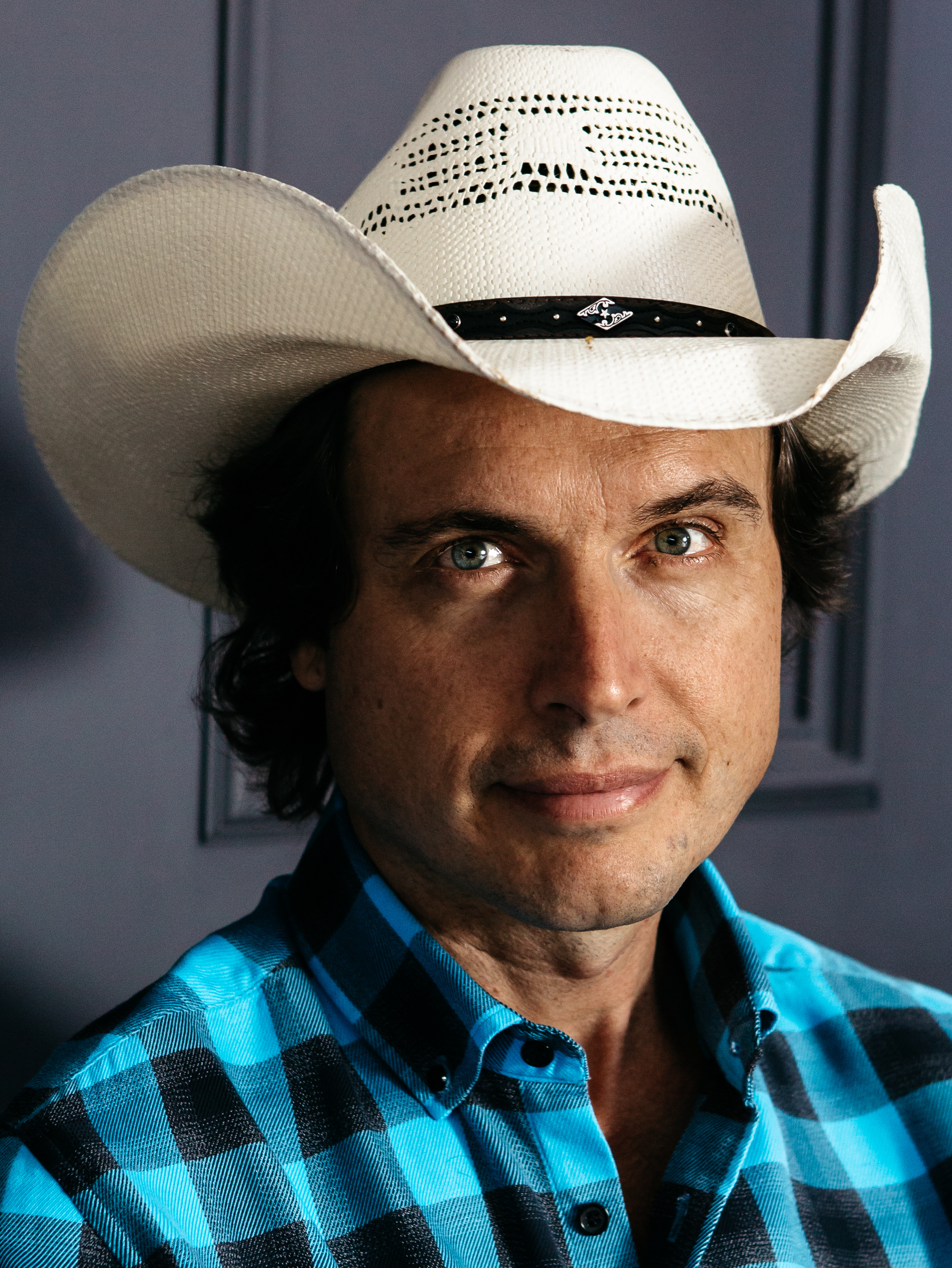
Kimbal Musk (20/09/1972)
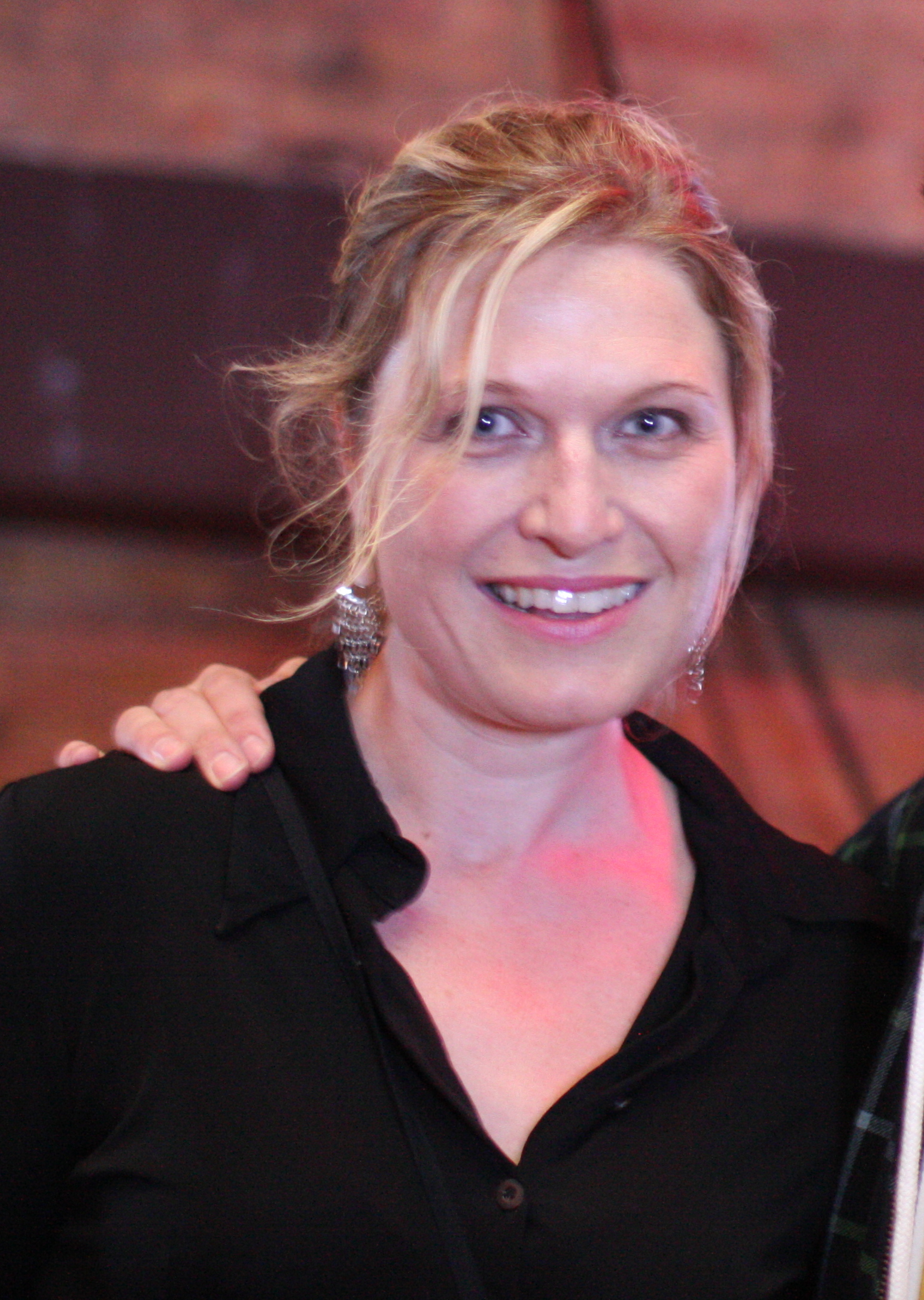
Tosca Musk (20/07/1974)

## Personnalités
- Elon Musk (1971), entrepreneur et magnat des affaires, PDG de SpaceX, Tesla et Twitter ; il est la personne la plus riche au monde en 2022[7],[3] et en 2024[4] et « la personne de l'année » du magazine Time en 2021[8] ;
- Errol Musk (1946)[9], ingénieur électromécanique sud-africain, pilote, marin et consultant ; il est un promoteur immobilier et un exploitant de mines d'émeraude[10] en Afrique du Sud ; père d'Elon Musk[9] ;
- Kimbal Musk (1972), entrepreneur, philanthrope et restaurateur, il fonde Zip2 en 1998 avec son frère Elon et la vend ensuite à Compaq pour 307 millions de dollars ; cofondateur et président de Big Green ; frère d'Elon Musk ;
- Maye Musk (née Haldeman, 1948), mannequin et diététicienne, elle fait la couverture de plusieurs magazines, dont Time, Women's Day, Vogue et Sports Illustrated ; mère d'Elon Musk[11] ;
- Tosca Musk (1974), cinéaste, cofondatrice de Passionflix, une plateforme de diffusion et de production de divertissement OTT[12] ; sœur d'Elon Musk ;
- Michael Musk (1952), dermatologue ; frère cadet d'Errol Musk[13], et oncle d'Elon Musk[14] ;

ainsi que :

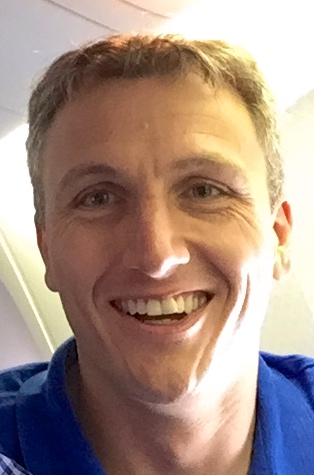
Lyndon Rive
(22/01/1977)

- Lyndon Rive (1977), homme d'affaires qui cofonde SolarCity et en a été le PDG jusqu'en 2017 ; cousin germain d'Elon Musk par sa mère Kaye Rive (née Haldeman), la sœur jumelle de Maye Musk[15] ;
- Joshua Norman Haldeman (1902-1974), aviateur, leader canadien du mouvement technocratique, un des premiers chiropracteurs canadiens ; grand-père maternel d'Elon Musk.

### Épouses et/ou mères des enfants d'Elon Musk
- Justine Musk (née Wilson, 1972), romancière canadienne ; 1re épouse d'Elon Musk[16], et mère de Nevada (2002-2002), Vivian (2004), Griffin (2004), Damian (2006), Saxon (2006) et Kai (2006).
- Talulah Riley (1985), actrice britannique ; 2e épouse d'Elon Musk ; après son divorce, a épousé l'acteur britannique Thomas Brodie-Sangster en 2024.
- Claire Boucher (1988), artiste, musicienne, autrice-compositrice-interprète sous le nom de « Grimes » ; 3e épouse d'Elon Musk, et mère de Exash (2020), Exa (2021) et Tau (2022).
- Shivon Zilis (1986), cadre dirigeante de start-up ; compagne d'Elon Musk[17], et mère de Strider (2021), Azure (2021), Arcadia (2024) et Seldon (2025).

### Enfants d'Elon Musk
Justine Wilson a épousé Elon Musk en 2000. Ils ont eu six enfants, dont l’un est décédé très jeune (Nevada Alexander Musk, Vivian et Griffin, les jumeaux, Kai, Saxon, et Damian, les triplés). Avec la musicienne Grimes, rencontrée en 2018, il a trois enfants, (X, Exa, Techno), et enfin Shivon Zilis, en couple avec Elon Musk depuis 2021, est la mère de ses trois derniers enfants (Azure et Strider et un dernier enfant en février 2025). De plus, en février 2025, l'influenceuse Ashley St. Clair a déclaré la naissance du treizième enfant (vivant) d'Elon Musk mais ce dernier ne l'a pas encore reconnu,.
- Vivian Wilson (2004), fille aînée d'Elon Musk et de Justine Wilson ; en transition de genre[20] ;
- Exash Musk (2020), fils d'Elon Musk et de Claire Boucher ; né sous le nom de « X-Æ A-XII Musk ».